# Зінченко Володимир Петрович
Володимир Петрович Зінченко (10 серпня 1931, Харків — 6 лютого 2014, Москва) — радянський і російський психолог, один з творців інженерної психології в Росії, кандидат психологічних наук (1957), доктор психологічних наук (1967), професор (1968), академік Російської Академії Освіти (1992), віце-президент Товариства психологів СРСР (1968—1983 рр.), заступник голови Центру наук про людину при Президії АН СРСР (з 1989), іноземний почесний член Американської академії мистецтв і наук (1989), член редколегії наукового журналу «Вопросы психологии».
Представник сімейної династії відомих психологів (батько — Петро Іванович Зінченко, сестра — Тетяна Петрівна Зінченко).

## Освіта
В. Зінченко у 1953 році закінчив відділення психології філософського факультету МДУ.

## Наукова діяльність
З 1960 і до 1982 року В.Зінченко працював у Московському державному університеті імені М. В. Ломоносова. У 1970 році він став організатором і, відповідно, першим завідувачем кафедри психології праці та інженерної психології МДУ.
В 1969—1984 роках паралельно очолював відділ ергономіки ВНДІ технічної естетики ДКНТ СРСР. З 1984 року — завідувач кафедри ергономіки Московського інституту радіотехніки, електроніки та автоматики, професор Самарського Державного педагогічного університету.
Сфера наукових досліджень — теорія, історія і методологія психології, психологія розвитку, дитяча психологія, експериментальна когнітивна психологія, інженерна психологія та ергономіка.
З 27 травня 2011 року — почесний доктор Тартуського університету.

## Наукова досягнення
В. Зінченко — експериментально досліджував процеси формування зорового образу, впізнання та ідентифікації елементів образу та інформаційну підготовку рішень.
Він:
- представив варіант функціональної моделі зорової короткочасної пам'яті, модель механізмів візуального мислення як компонента творчої діяльності;
- розробив функціональну модель структури предметного дії людини;
- розвинув вчення про свідомість як функціональному органі індивіда.

Його праці зробили істотний внесок у справу гуманізації сфери праці, особливо у сфері інформаційних комп'ютерних технологій, а також у гуманізацію системи освіти.
В. П. Зінченко — автор близько 400 наукових публікацій. Понад 100 його робіт видані за кордоном, у тому числі 12 монографій англійською, німецькою, іспанською, японською та іншими мовами.

## Основні наукові праці
- Формирование зрительного образа. М.: МГУ, 1969 (в соавт.).
- Психология восприятия. М.: МГУ, 1973 (в соавт.),
- Психометрика утомления. М.: МГУ, 1977 (соавт. А. Б. Леонова, Ю. К. Стрелков),
- Проблема объективного метода в психологии [Архівовано 7 липня 2017 у Wayback Machine.]// Вопросы философии, 1977. № 7 (соавт. М. К. Мамардашвили).
- Основы эргономики. М.: МГУ, 1979 (соавт. В. М. Мунипов).
- Функциональная структура зрительной памяти. М., 1980 (в соавт.).
- Функциональная структура действия. М.: МГУ, 1982 (соавт. Н. Д. Гордеева)
- Живое знание. Психологическая педагогика. Самара. 1997.
- Посох Осипа Мандельштама и Трубка Мамардашвили. К началам органической психологии. М., 1997.
- Эргономика. Человекоориентированное проектирование техники, программного обеспечения и среды. Учебник для вузов. М., 1998 (соавт. В. М. Мунипов).
- Мещеряков Б. Г., Зинченко В. П. (ред.) (2003). Большой психологический словарь [Архівовано 26 травня 2017 у Wayback Machine.] (idem)
- Парапсихология / Зинченко В. П., Леонтьев А. Н. // Отоми — Пластырь. — М. : Советская энциклопедия, 1975. — (Большая советская энциклопедия : [в 30 т.] / гл. ред.  А. М. Прохоров ; 1969—1978, т. 19).

## Мемуари і спогади
- Зинченко, В. П. (1993). Культурно-историческая психология: опыт амплификации [Архівовано 7 липня 2017 у Wayback Machine.]. Вопросы психологии, 1993, № 4.
- Человек развивающийся. Очерки российской психологии [Архівовано 26 травня 2017 у Wayback Machine.]. М., 1994 (соавт. Е. Б. Моргунов).
- Зинченко, В. П. (1995).Становление психолога [Архівовано 11 березня 2007 у Wayback Machine.] (К 90-летию содня рождения А. В. Запорожца), Вопросы психологии, 1995, № 5
- Зинченко, В. П. (2006). Александр Владимирович Запорожец: жизнь и творчество (от сенсорного действия к эмоциональному) // Культурно-историческая психология, 2006(1): скачать doc [Архівовано 8 жовтня 2006 у Wayback Machine.]/zip [Архівовано 10 березня 2007 у Wayback Machine.]
- Зинченко В. П. (1993). Пётр Яковлевич Гальперин (1902—1988). Слово об Учителе [Архівовано 7 липня 2017 у Wayback Machine.], Вопросы психологии, 1993, № 1.
- Зинченко В. П. (1997). Участность в бытии [Архівовано 5 березня 2016 у Wayback Machine.] (К 95-летию со дня рождения А. Р. Лурия). Вопросы психологии, 1997, № 5, 72-78.
- Зинченко В. П. Слово о С. Л. Рубинштейне [Архівовано 23 липня 2017 у Wayback Machine.] (К 110-летию со дня рождения С. Л. Рубинштейна), Вопросы психологии, 1999, № 5
- Зинченко В. П. (2000). Алексей Алексеевич Ухтомский и психология [Архівовано 24 травня 2017 у Wayback Machine.] (К 125-летию со дня рождения Ухтомского) (idem[недоступне посилання з липня 2019]). Вопросы психологии, 2000, № 4, 79-97
- Зинченко В. П. (2002). «Да, очень противоречивая фигура… [Архівовано 22 січня 2022 у Wayback Machine.]». Интервью с В. П. Зинченко 19 ноября 2002 года.
- Зинченко В. П. . — № 3.